# Capri-Batterie
Die Capri-Batterie ist ein Multiple mit einer Auflagenhöhe von 200 Exemplaren von Joseph Beuys aus dem Jahr 1985. 

## Das Multiple
Das Werk besteht aus einer Glühlampe mit gelbem, opakem Glaskörper in einer einfachen schwarzen Lampenfassung, welche am Sockel einen Stecker hat. Auf diesem steckt eine Zitrone. Die Anordnung suggeriert, die vom Pflanzenorganismus umgewandelte Sonnenenergie fließe als elektrischer Strom durch die Glühlampe und bringe sie kontinuierlich zum Leuchten. Die Zitrone hält als schwerster Teil das ganze – etwa rechtwinklige – Gebilde; die Glühlampe ragt schräg nach oben. Das Objekt wurde in einer hölzernen Kiste mit der von Beuys versehenen „Gebrauchsanweisung“ („JOSEPH BEUYS. Capri-Batterie. Nach 1000 Stunden Batterie auswechseln“) verkauft.

## Entstehung
Ende Mai 1985 erkrankte Joseph Beuys an einer interstitiellen Pneumonie. Bei einem Genesungsaufenthalt in Neapel und auf Capri vom 3. bis 18. September 1985 entstand die Skulptur Scala Libera, 1985, sowie der Prototyp der Capri-Batterie. Geschaffen wurde sie in der „Villa Quattro Venti“ des Galeristen Lucio Amelio auf Capri. Am 18. Oktober 1985 stellte Amelio in seiner Galerie in Neapel eine Vitrine aus. Joseph Beuys legte das Objekt asymmetrisch zur Schmalseite in die Vitrine. Später wurde das Multiple von Amelio produziert und in einer Auflage von 200 Exemplaren herausgegeben.

## Geschichte
Auf der Expo 2000 präsentierte sich Nordrhein-Westfalen im Deutschen Pavillon durch Beuys’ Capri-Batterie, das kleinste Objekt der sechzehn Bundesländer. Nach der Weltausstellung wurde die Beuys-Sammlung in der Kunstsammlung Nordrhein-Westfalen durch die Capri-Batterie erweitert.
Im Oktober 2020 tauchte ein Bekennervideo und -schreiben der Künstlergruppe „Frankfurter Hauptschule“ auf, ein Exemplar der Capri-Batterie aus einer Ausstellung im Theater Oberhausen gestohlen und in Tansania dem Museum Iringa Boma übergeben zu haben. Das Theater Oberhausen bestätigte, die Capri-Batterie sei nicht mehr an ihrem Platz. Mit der Aktion wollte die Gruppe auf den Raub von Kunstgütern aus deutschen Kolonien aufmerksam machen, die sich noch immer in deutschen Museen befinden. Ob die Capri-Batterie tatsächlich gestohlen und nach Tansania gebracht wurde, blieb zunächst ungeklärt. Am 26. Oktober 2020 berichtete die Frankfurter Rundschau, dass der Diebstahl der Skulptur eine inszenierte Aktion war, um eine Diskussion über koloniale Beutekunst anzustoßen. Es wurde eine Replik der Capri-Batterie verwendet, das Original befindet sich weiterhin in Oberhausen. Die Replik befindet sich bis heute im Museum in Iringa, Tansania und wird dort mit einem Begleittext ausgestellt.

## Kunstgeschichtliche Zitate
Die Capri-Batterie gehört zu den bekannteren Werken von Beuys und wurde zahlreich zitiert. Susi Gelb schuf 2010 die Objekte Capri-Batterie EU-Standard und Capri-Batterie Asien-Standard. In der Capri Batterie die unbekannten Versionen  von Alexander Janz wurde die im ursprünglichen Werk vorhandene Zitrone durch andere Früchte ersetzt, die Farbe der Glühbirnen jeweils angepasst.